# Silnice II/592
Silnice II/592 je pozemní komunikace v Libereckém kraji na severu České republiky. Spojuje Mníšek, kde odbočuje ze silnice I/13, s Osečnou, u jejíhož kostela svatého Víta odbočuje ze silnice II/278.
Celková délka této silnice je zhruba 27 km.

## Průběh
Komunikace postupně prochází těmito sídly:
- Mníšek
- Nová Ves
- Chrastava
- Kryštofovo Údolí
- Novina
- Křižany
- Janův Důl
- Osečná